# Uzinia hyas
Uzinia hyas är en fjärilsart som beskrevs av William Schaus 1913. Uzinia hyas ingår i släktet Uzinia och familjen nattflyn. Inga underarter finns listade i Catalogue of Life.